# 클레리아 마타냐

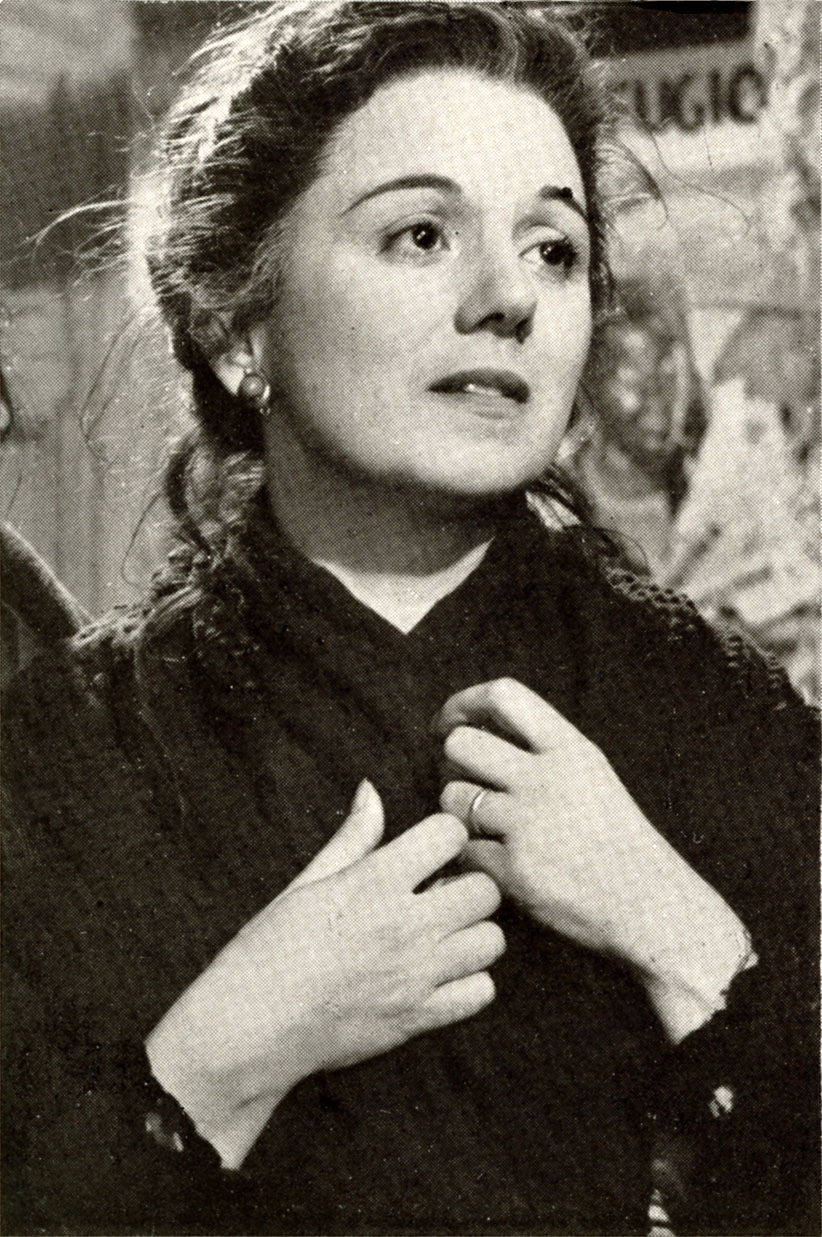

클레리아 마타냐(Clelia Matania, 1918년 9월 18일 ~ 1981년 10월 14일)는 이탈리아의 배우, 영화배우, 연극 배우, 성우이다.
런던에서 태어났으며 로마에서 사망하였다.

## 영화
- 지금 보면 안돼 (1973년)
- 어두워지기 전에 (1971, Juste avant la nuit)
- 산타 비토리아의 비밀 (1969년)
- 콘쿼드 시티 (1962년)
- 로마여 안녕 (1957년)
- 무기여 잘 있거라 (1957년)
- 나폴리탄 캐러셀 (1954년)
- 디즈니랜드 (1954년) - 언트 지셀라 역
- 이지 이어스 (1953년)
- 종착역 (1953년)
- 도망자 (1941년)